# Karaï
Pour les articles homonymes, voir Karai.
Albums de Raoul Petite
Vivant
(1986) Moulé à la louche
(1991)
Karaï est le troisième album de Raoul Petite, sorti en 1989. Parmi les morceaux de cet album, Les pâtes noires et Niourk-Niourk deviendront des cartes de visite du groupe. Sur scène, le comique est à son comble dans King de l'asphalte avec l'avant d'une voiture qui perce littéralement le décor laissant Carton agoniser sur le capot devant le public.

## Liste des titres
1. Dr Scratch (4:47)
2. Niourk-Niourk (4:20)
3. Toujours vivant (5:12)
4. Tu me regardes (5:17)
5. Les pâtes noires (2:22)
6. King de l'asphalte (5:10)
7. Mon loup (3:20)
8. Hey mama (3:45)
9. Je mourre de rire (4:10)
10. Bubble gum (3:28)
11. Remontée d'acide (4:28)

## Membres
- Carton (Christian Picard) : chant.
- Odile Avezard : chant.
- Marjorie Savino : chant.
- Marie-Line Marolany : chant.
- Momo (Maurice Ducastaing) : saxophone.
- Bruno Huet : saxophone.
- Jean-Baptiste DoBiecki : saxophone.
- Alain Nicolas : clavier.
- Marc Ceccaldi : guitare.
- Frédéric Tillard: guitare.
- Frédéric Simbolott : basse.
- Pépou Mangiaracina : batterie.
- Cristale.
- ingénieur du son : Philippe Gueugnon